# Sabana Larga
Sabana Larga är en kommun i Dominikanska republiken.   Den ligger i provinsen San José de Ocoa, i den centrala delen av landet, 50 km väster om huvudstaden Santo Domingo. Antalet invånare är i kommunen är cirka 10 000.
Terrängen runt Sabana Larga är huvudsakligen kuperad, men västerut är den bergig. Sabana Larga ligger nere i en dal. Närmaste större samhälle är San José de Ocoa, 5,3 km söder om Sabana Larga. Omgivningarna runt Sabana Larga är en mosaik av jordbruksmark och naturlig växtlighet.